# هوم فرم (بركنل)
هوم فرم، بركنل (باركشير) (بالإنجليزية: Home Farm, Bracknell)‏ هي قرية تقع في المملكة المتحدة في جنوب شرق إنجلترا.